# Heeresflieger

Militärisches Symbol für die Heeresflieger der NATO

Unter Heeresfliegern versteht man die fliegenden Verbände bzw. Einheiten eines Heeres. Ihre Aufgabe besteht in der Unterstützung des Heeres und anderer Waffengattungen. Hierfür setzen sie vor allem Militärhubschrauber als Kampfmittel oder zur Beobachtung und zum Transport ein. Auch kleinere Flugzeuge können verwendet werden. Heeresflieger finden sich in vielen Streitkräften.

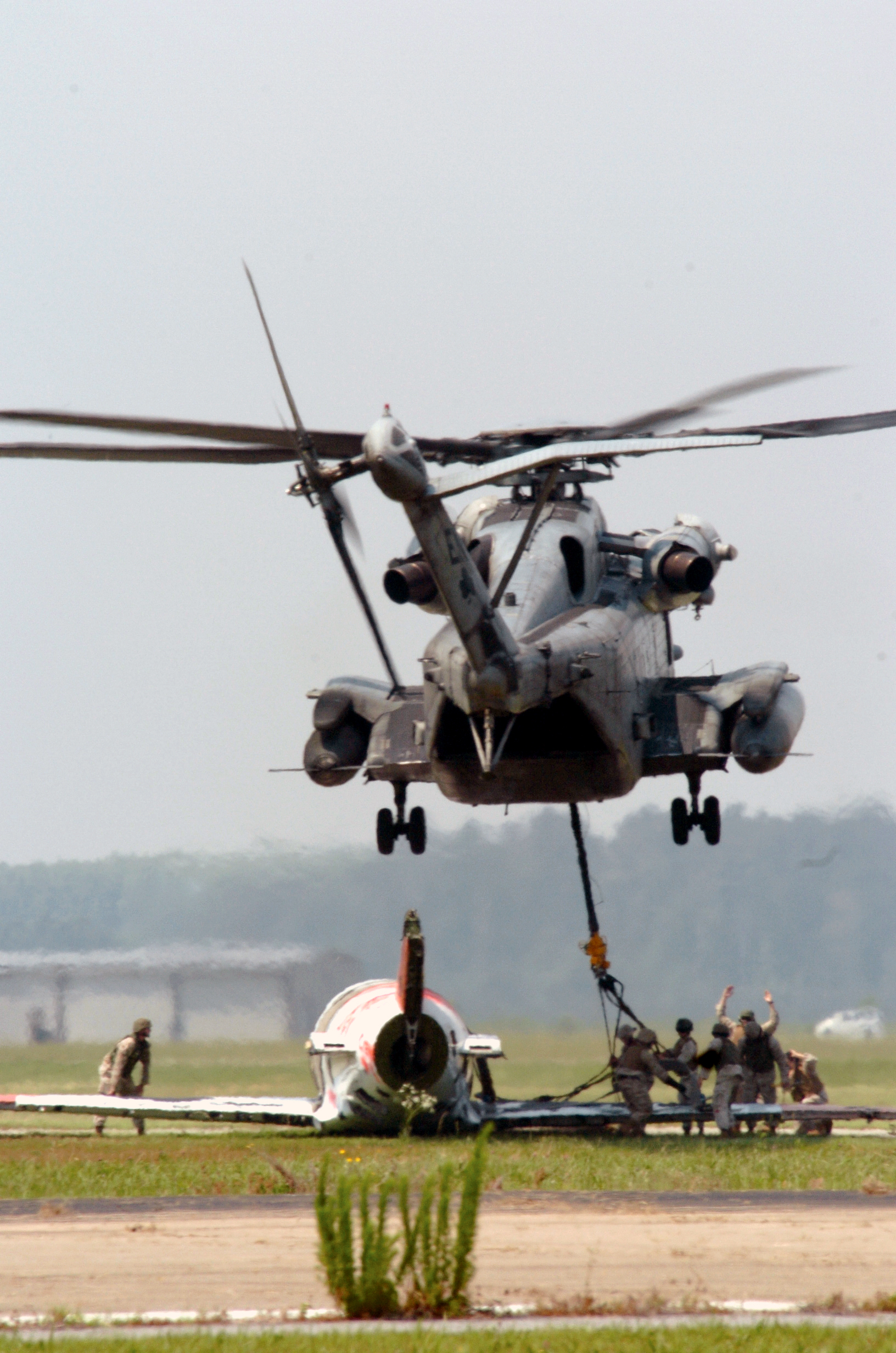
Sikorsky CH-53 mit Außenlast

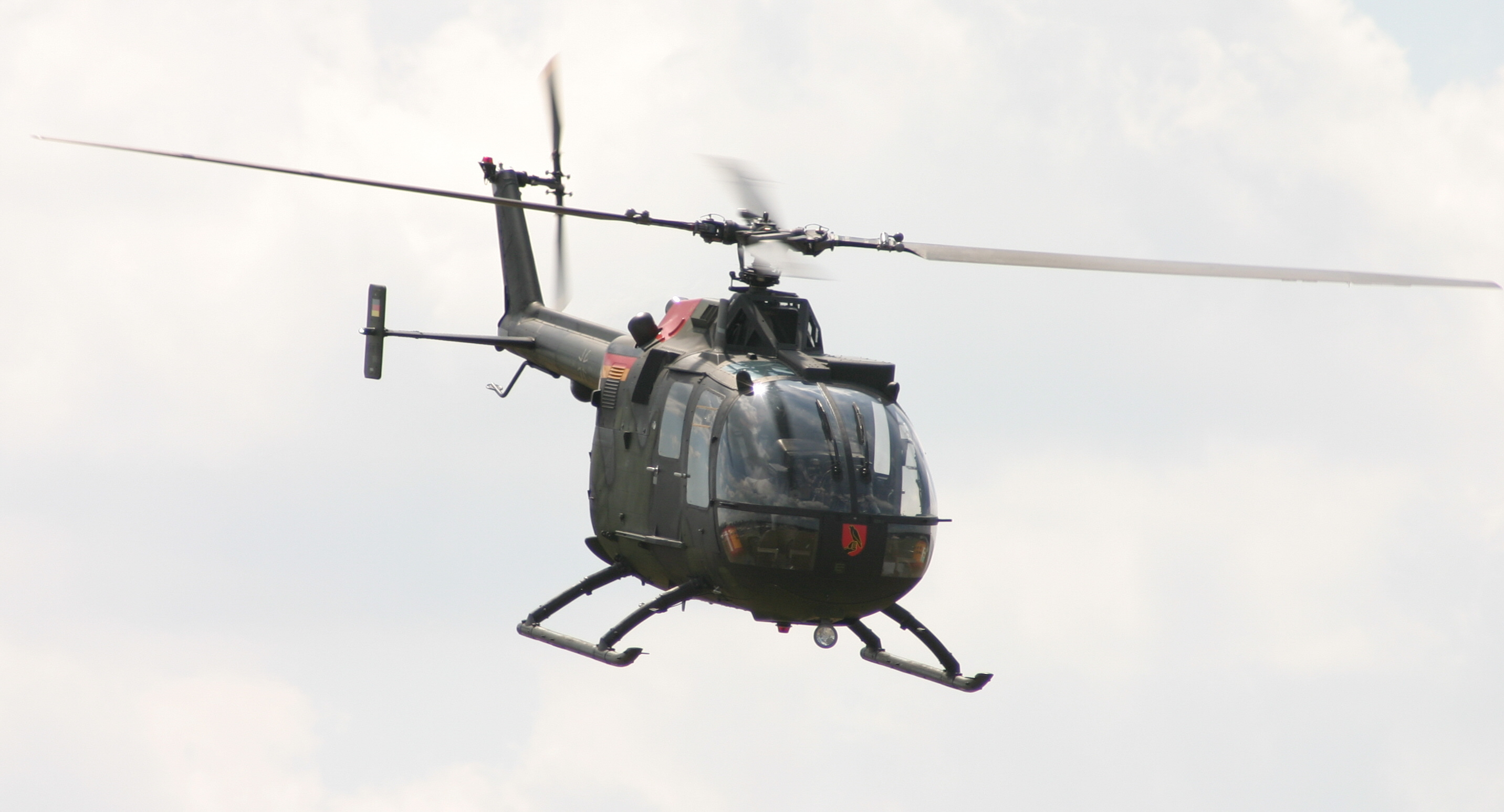
BO 105 wird als Verbindungs-/Beobachtungs- und Schulhubschrauber eingesetzt.

## Aufgaben
Zu den Aufgaben der Heeresflieger gehören u. a.:
- Unterstützung des Heeres: zur Sicherung oder beim Kampf mit Bordwaffen
- Panzerabwehr: Bekämpfung von Kampfpanzern
- Suchen und Retten unter Kampfbedingungen: Suchen und Retten von abgeschossenen Piloten oder verbündeten Einheiten hinter feindlichen Linien im Gefecht
- Luftkampf: Bekämpfung feindlicher Luftfahrzeuge
- Elektronische Kampfführung: Aufklären und Stören der Elektronik feindlicher Truppen und Infrastruktur vom Hubschrauber aus
- Transport: Transport von Personal und Material als Innen- bzw. Außenlast
- Aufklärung: Aufklärung in Zusammenarbeit mit anderen Truppengattungen
- Artilleriebeobachtung: Zielaufklärung und Trefferbeobachtung in Zusammenarbeit mit der Artillerie
- Verbindungs- und Führungsunterstützung: z. B. Einsatz als Melder oder zur Einrichtung von Fernmeldeverbindungen über große Strecken

Im Fall von Katastrophen oder falls eigene Mittel nicht ausreichen, können Einsätze auch von zivilen Stellen zur Unterstützung angefordert werden, z. B. bei Waldbränden, Hochwasser oder Evakuierungen.

## Ausrüstung
Zur Erfüllung ihrer Aufgaben verfügen Heeresflieger in erster Linie über Hubschrauber. Diese lassen sich hinsichtlich ihrer Funktion folgenden Gruppen zuordnen:
- Kampfhubschrauber
- Panzerabwehrhubschrauber
- Transporthubschrauber
- Verbindungs- und Beobachtungshubschrauber
- Sanitätshubschrauber
- Schulungshubschrauber

## Heeresflieger in der Bundeswehr
Die Heeresflieger bilden im Heer der Bundeswehr eine eigene Truppengattung, die zu den Kampfunterstützungstruppen gezählt wird.

## Heeresflieger anderer Länder
| Kokarde | Wappen/Siegel | Nation                 | Name                                                                             |
| ------- | ------------- | ---------------------- | -------------------------------------------------------------------------------- |
|         |               | Argentinien            | Comando de Aviación Ejército Argentino                                           |
|         |               | Australien             | Australian Army Aviation (AAAvn)                                                 |
|         |               | Bangladesch            | বাংলাদেশ আর্মি এভিয়েশন গ্রুপ (Bangladesh Army Aviation Group)                              |
|         |               | Brasilien              | Aviação do Exército Brasileiro                                                   |
|         |               | Frankreich             | Aviation légère de l’armée de terre (ALAT)                                       |
| true    |               | Indien                 | Army Aviation Corps                                                              |
| true    | true          | Iran                   | هوانیروز ارتش جمهوری اسلامی ایران Islamic Republic of Iran Army Aviation (IRIAA) |
|         |               | Italien                | Aviazione dell’Esercito (AVES)                                                   |
|         |               | Kolumbien              | Aviación Ejército                                                                |
|         |               | Malaysia               | Pasukan Udara Tentera Darat / Malaysian Army Aviation (PUTD)                     |
|         |               | Portugal               | Unidade de Aviação Ligeira do Exército                                           |
|         |               | Spanien                | Fuerzas Aeromóviles del Ejército de Tierra (FAMET)                               |
|         |               | Vereinigtes Königreich | Army Air Corps (AAC)                                                             |
|         |               | Vereinigte Staaten     | United States Army Aviation Branch                                               |